# Elvia Allman
Elvia Beatrice Allman (Enochville, 19 settembre 1904 – Santa Monica, 6 marzo 1992) è stata un'attrice e doppiatrice statunitense.

## Biografia
Nel mondo dei cartoni animati ha dato la voce al personaggio di Clarabella (Clarabelle Cow) della Walt Disney dal 1933 al 1990.
Morì di polmonite a Santa Monica il 6 marzo 1992, all'età di 87 anni.

## Filmografia parziale

### Cinema
- Sis Hopkins, regia di Joseph Santley (1941)
- Gianni e Pinotto contro i gangsters (The Noose Hangs High), regia di Charles Barton (1948) - non accreditata
- Vedovo cerca moglie (Week-End with Father), regia di Douglas Sirk (1951)
- The Kettles in the Ozarks, regia di Charles Lamont (1956) - non accreditata
- Autostop (You Can't Run Away from It), regia di Dick Powell (1956)
- Il piacere della sua compagnia (The Pleasure of His Company), regia di George Seaton (1961)
- Colazione da Tiffany (Breakfast at Tiffany's), regia di Blake Edwards (1961)
- Le folli notti del dottor Jerryll (The Nutty Professor), regia di Jerry Lewis (1963)
- Hotel delle vergini (Honeymoon Hotel), regia di Henry Levin (1964)

### Televisione
- I Married Joan – serie TV, 6 episodi (1952)
- Gianni e Pinotto (The Abbott and Costello Show) – serie TV, episodi 1x01-1x03-1x05 (1952-1953)
- Duffy's Tavern – serie TV, 2 episodi (1954)
- The George Burns and Gracie Allen Show – serie TV, 7 episodi (1952-1954)
- Where's Raymond? – serie TV, 2 episodi (1954)
- Topper – serie TV, 3 episodi (1955)
- Lucy ed io (I Love Lucy) – serie TV, 3 episodi (1952-1955)
- Blondie – serie TV, 13 episodi (1957)
- The People's Choice – serie TV, 3 episodi (1955-1958)
- December Bride – serie TV, 5 episodi (1954-1959)
- The Bob Cummings Show – serie TV, 7 episodi (1955-1959)
- Bachelor Father – serie TV, 5 episodi (1958-1961)
- Pete and Gladys – serie TV, episodi 1x01-2x16 (1960-1962)
- Perry Mason – serie TV, 2 episodi (1960-1961)
- The Jack Benny Program – serie TV, 8 episodi (1958-1963)
- Carovane verso il West (Wagon Train) – serie TV, 2 episodi (1962-1964)
- Vacation Playhouse – serie TV, episodio 2x01 (1964)
- The Dick Van Dyke Show – serie TV, 2 episodi (1963-1965)
- The Adventures of Ozzie and Harriet – serie TV, 3 episodi (1956-1966)
- I Pruitts (The Pruitts of Southampton) – serie TV, episodio 1x11 (1966)
- The Beverly Hillbillies – serie TV, 13 episodi (1963-1970)
- Petticoat Junction – serie TV, 19 episodi (1963-1970)
- The Outsider – serie TV, episodio 1x16 (1969)
- Doris Day Show (The Doris Day Show) – serie TV, 3 episodi (1970-1972)
- Halloween con la famiglia Addams (Halloween with the New Addams Family) – film TV (1977) - Madre Frump
- Le avventure di Huckleberry Finn (The Adventures of Huckleberry Finn) – film TV (1981)
- Herbie, the Love Bug – serie TV, 2 episodi (1982)
- Alice – serie TV, 2 episodi (1982-1983)
- La signora in giallo (Murder, She Wrote) – serie TV, episodi 1x09-6x04 (1984-1989)